# Eureka (album Jim O'Rourke)
Eureka è un album in studio del 1999 di Jim O'Rourke, originariamente pubblicato su Drag City. 
Prende il nome dall'omonimo film di Nicolas Roeg. 

## Accoglienza
NME lo ha nominato il 16 ° miglior album del 1999. Nel 2012, Fact lo posizionò al numero 24 della lista "100 migliori album degli anni '90". Nel 1999 venne eletto disco dell'anno dalla rivista Rumore.

## Tracce
1. Prelude to 110 or 220/Women of the World – 8:46 (Ivor Cutler)
2. Ghost Ship in a Storm – 3:54
3. Movie on the Way Down – 7:37
4. Through the Night Softly – 4:47
5. Please Patronize Our Sponsors – 3:04
6. Something Big – 3:13 (Burt Bacharach)
7. Eureka – 9:11
8. Happy Holidays – 1:36